# 张苏洲
张苏洲（1953年12月—），男，江苏人，生于安徽淮南，中华人民共和国政治人物。

## 生平
1982年毕业于安徽师范大学。曾任中共安徽省委外宣办副主任、省委宣传部新闻管理处处长，2003年起任中共安徽省委宣传部副部长，2006年4月起任安徽省委宣传部副部长兼安徽省广播电影电视局局长、安徽电视台台长。2010年12月23日，由于安徽电视台与安徽人民广播电台合并，张苏洲任安徽广播电视台党委书记、台长、总编辑，2014年7月24日，张苏洲卸任安徽广播电视台台长、党委书记、总编辑职务，提名为安徽省人民政府参事。曾获得2011第七届《综艺》年度人物奖。
2014年10月，安徽省纪委发布消息称，张苏洲因涉嫌严重违纪被组织调查。2015年2月5日，张苏洲因涉嫌受贿，被安徽省人民检察院逮捕。2015年11月3日，张苏洲受贿案在淮南市中级人民法院一审公开开庭。据审判书显示，《何以笙箫默》的制作方克顿传媒总裁吴涛、《超级演说家》制作方能量影视总经理郭志成、以及曾获全国青歌赛、中国音乐金钟奖等多项大奖，流行歌曲《遇上你是我的缘》的演唱者、总政歌舞团歌唱演员阿鲁阿卓等，均曾向张送钱。2016年9月18日，淮南市中级人民法院一审宣判，张苏洲犯受贿罪、贪污罪，判处有期徒刑14年，并处罚金250万元人民币。